# Fulminante
Fulminante es un descriptor médico para cualquier evento o proceso que ocurre repentinamente y escala rápidamente, y es intenso y severo hasta el punto de la letalidad, es decir, tiene un carácter explosivo. La palabra proviene del latín fulmināre, golpear con un rayo. Hay varias enfermedades descritas por este adjetivo:
- Insuficiencia hepática fulminante
- Esclerosis múltiple fulminante (variante de Marburg).
- Colitis fulminante
- Preeclampsia fulminante
- Meningitis fulminante
- Púrpura fulminante
- Trombosis venosa hepática fulminante (síndrome de Budd-Chiari)
- yeyunoileítis fulminante[3]
- Miocarditis fulminante

Más allá de estos usos particulares, el término se usa de manera más general como una descripción de condiciones médicas de inicio repentino que amenazan de inmediato la vida o la integridad física. Algunas fiebres hemorrágicas virales, como el ébola, la fiebre de Lassa y la fiebre de Lábrea, pueden causar la muerte en tan solo dos a cinco días. Las enfermedades que causan edema pulmonar de desarrollo rápido, como algunos tipos de neumonía, pueden causar la muerte en unas pocas horas. Se decía de la "muerte negra" (peste bubónica neumónica) que algunas de sus víctimas morían en cuestión de horas después de que aparecieran los síntomas iniciales. Otras condiciones patológicas que pueden ser de carácter fulminante son el síndrome de dificultad respiratoria aguda, el asma, la anafilaxia aguda, el shock séptico y la coagulación intravascular diseminada.
El término generalmente no se usa para referirse a la muerte inmediata por trauma, como una herida de bala, pero puede referirse a condiciones secundarias inducidas por trauma, como commotio cordis, un paro cardíaco repentino causado por un traumatismo cerrado no penetrante al precordio, que provoca la fibrilación ventricular del corazón. Paro cardíaco y accidente cerebrovascular en ciertas partes del cerebro, como en el tronco encefálico (que controla las funciones del sistema cardiovascular y respiratorio), y hemorragia masiva de las grandes arterias (como en la perforación de las paredes por un traumatismo o por la apertura repentina de un aneurisma de la aorta) puede ser muy rápido, causando "muerte fulminante". El síndrome de muerte súbita del lactante (SIDS, por sus siglas en inglés) sigue siendo una causa misteriosa de paro respiratorio en los bebés. Ciertas infecciones del cerebro, como la rabia, la meningitis meningocócica o la meningoencefalitis amebiana primaria pueden causar la muerte en cuestión de horas o días después de que aparecen los síntomas.
Algunas toxinas, como el cianuro, también pueden provocar una muerte fulminante. La hiperpotasemia abrupta provocada por la inyección intravenosa de cloruro de potasio conduce a la muerte fulminante por paro cardíaco.

## Términos relacionados
- Wikcionario  tiene definiciones y otra información sobre fulminate.

- Fulminar es lanzar a alguien denuncias verbales, críticas severas o comentarios amenazantes. En raras ocasiones, se usa en su sentido original, "matar con un rayo".
- Los fulminatos son una clase de explosivos que se utilizan en las tapas de los detonadores. Reciben su nombre por la sorprendente rapidez con la que explotan.[1]